# Ивано-Фрачена
Ивано-Фрачена (итал. Ivano-Fracena) — упразднённая коммуна в Италии, расположена в автономной области Трентино-Альто-Адидже, подчиняется административному центру Тренто.
Население составляет 290 человек (2008 г.), плотность населения составляет 48 чел./км². Занимает площадь 6 км². 
Почтовый индекс — 38059. Телефонный код — 0461.
Покровителем коммуны почитается святой Иосиф Обручник, празднование 1 мая.

## История
Муниципалитет Ивано-Фрачена был упразднён 1 июля 2016 года. Он вошёл в состав новой коммуны Кастель-Ивано.

## Демография
Динамика населения:

## Администрация коммуны
- Официальный сайт: https://web.archive.org/web/20060813092309/http://www.comuneivanofracena.tn.it/